# Nekrolog 1447
Nekrolog
◄◄
| ◄
| 1443
| 1444
| 1445
| 1446
| 1447 | 1448 | 1449 | 1450 | 1451 | ► | ►►
Weitere Ereignisse | Allgemeiner Nekrolog 1447
Die Beschreibung der verstorbenen Person sollte so kurz wie möglich gehalten sein und nur deren signifikante Tätigkeit(en) enthalten.
Neue Namen ggf. auch unter dem Geburts- und Sterbedatum, also etwa unter 1. Januar und im Geburts- und Sterbejahr (2024) eintragen (nur bei entsprechender großer Wichtigkeit). Für Beispiele siehe die schon vorhandenen Artikel.
Außerdem über die fünf zuletzt Verstorbenen, zu denen es einen ausreichend guten Artikel für eine Präsentation auf der Hauptseite gibt, nach der todesbedingten Überarbeitung der Artikel ggf. auch unter Wikipedia Diskussion:Hauptseite informieren und sie am besten auch in den anderen Wikipedia-Sprachversionen eintragen. Tipp: Regelmäßig bei news.google.de nach „ist tot“, „gestorben“ oder „verstorben“ suchen.
Wenn eine Person gestorben ist, gibt es viele Seiten zu dieser Person in der Wikipedia, die davon auch betroffen sind und entsprechend aktualisiert werden müssen. Beispiele: Namenübersichtsseite, Geburtsjahr, Geburtsort-Seiten und viele mehr.
Wie finde ich die betroffenen Seiten?
Im Suchfeld auf der linken Seite gibt man den Suchbegriff so ein: „Vorname Nachname“. Dann klickt man auf Volltext und alle Seiten mit entsprechendem Suchtext werden aufgerufen. Hier sieht man dann schnell, wo auch das Todesjahr Sinn macht oder sogar ein Teil des Artikels angepasst werden muss. Auch hilft das „Werkzeug“ auf der linken Seite sehr gut, um solche Seiten aufzufinden: „Links auf diese Seite“. Somit ist die Wikipedia wieder aktuell in allen Bereichen! Hinweis: bei Eintragung der Kategorie „Gestorben JAHR“ wird der Missbrauchsfilter 49 ausgelöst, was jedoch nicht schlimm ist. Siehe: Spezial:Missbrauchsfilter/49
Dies ist eine Liste von im Jahr 1447 verstorbenen bekannten Persönlichkeiten. Die Einträge erfolgen innerhalb der einzelnen Daten alphabetisch sortiert. Tiere sind im Nekrolog für Tiere zu finden.

## Februar
| Tag         | Name                         | Beruf, bekannt als                                                                                           | Alter | Beleg |
| ----------- | ---------------------------- | --- | ----- | ----- |
| 6. Februar  | Ital Reding der Ältere       | Schwyzer Landammann, als Heerführer im Alten Zürichkrieg Hauptverantwortlicher für den «Mord von Greifensee» |       |       |
| 23. Februar | Eugen IV.                    | Papst (1431–1447)                                                                                            |       |       |
| 23. Februar | Humphrey, Duke of Gloucester | Regent von England                                                                                           | 56    |       |

## März
| Tag      | Name                 | Beruf, bekannt als                                                          | Alter | Beleg |
| -------- | -------------------- | --------------------------------------------------------------------------- | ----- | ----- |
| 5. März  | Eberhard von Stetten | Ordensritter                                                                |       |       |
| 6. März  | Colette von Corbie   | französische Ordensgründerin, Heilige                                       | 66    |       |
| 12. März | Beatrix von Bayern   | Tochter Herzog Ernsts von Bayern-München und Pfalzgräfin von Pfalz-Neumarkt |       |       |
| 13. März | Schāh Ruch           | Timuriden-Fürst                                                             | 69    |       |
| 18. März | Jacques de Brimeu    | burgundischer Militär                                                       |       |       |

## April
| Tag       | Name                  | Beruf, bekannt als                                                           | Alter | Beleg |
| --------- | --------------------- | ---------------------------------------------------------------------------- | ----- | ----- |
| 3. April  | Niccolò d’Acciapaccio | Kardinal                                                                     |       |       |
| 9. April  | Job Vener             | deutscher Jurist und Verfasser von Reformschriften                           |       |       |
| 11. April | Henry Beaufort        | Bischof von Winchester, Lordkanzler von England, Kardinal, päpstlicher Legat |       |       |

## Mai
| Tag     | Name            | Beruf, bekannt als                     | Alter | Beleg |
| ------- | --------------- | -------------------------------------- | ----- | ----- |
| 1. Mai  | Ludwig VII.     | Herzog von Bayern-Ingolstadt           |       |       |
| 12. Mai | Hein Hoyer      | Hamburger Staatsmann und Bürgermeister |       |       |
| 22. Mai | Rita von Cascia | Nonne, Heilige                         |       |       |

## Juli
| Tag      | Name                      | Beruf, bekannt als                       | Alter | Beleg |
| -------- | ------------------------- | ---------------------------------------- | ----- | ----- |
| 11. Juli | Antonio Martins de Chaves | portugiesischer Geistlicher und Diplomat |       |       |

## August
| Tag        | Name                            | Beruf, bekannt als                                      | Alter | Beleg |
| ---------- | ------------------------------- | ------------------------------------------------------- | ----- | ----- |
| 5. August  | John Holland, 2. Duke of Exeter | englischer Adliger                                      | 52    |       |
| 9. August  | Konrad von Oels                 | Fürstbischof von Breslau, Herzog von Oels und Bernstadt |       |       |
| 13. August | Filippo Maria Visconti          | Regent von Pavia, Herzog von Mailand                    | 54    |       |

## September
| Tag           | Name    | Beruf, bekannt als               | Alter | Beleg |
| ------------- | ------- | -------------------------------- | ----- | ----- |
| 17. September | Eufemia | Regentin von Teschen (1431–1442) |       |       |

## Dezember
| Tag          | Name                               | Beruf, bekannt als                  | Alter | Beleg |
| ------------ | ---------------------------------- | ----------------------------------- | ----- | ----- |
| 8. Dezember  | Nikolaus von Oldenburg-Delmenhorst | Erzbischof von Bremen               |       |       |
| 19. Dezember | Konrad Brekewoldt                  | Bürgermeister der Hansestadt Lübeck |       |       |
| 24. Dezember | Margarete von Österreich           | Herzogin von Bayern-Landshut        | 52    |       |

## Datum unbekannt
| Tag | Name                           | Beruf, bekannt als             | Alter | Beleg |
| --- | ------------------------------ | ------------------------------ | ----- | ----- |
|     | Johann Hovemann                | Lübecker Ratsherr              |       |       |
|     | Hermann III. von Kottenheim    | Abt von Ebrach                 |       |       |
|     | Vlad II. Dracul                | Fürst der Walachei             |       |       |
|     | Sigismund von Weimar-Orlamünde | Graf                           |       |       |
|     | Johann Witik                   | Ratsherr der Hansestadt Lübeck |       |       |